# La Vila Joiosa (kommunhuvudort)
La Vila Joiosa  (valencianska) eller Villajoyosa (spanska) är en kommunhuvudort i Spanien.   Den ligger i provinsen Provincia de Alicante och regionen Valencia, i den sydöstra delen av landet, 400 km sydost om huvudstaden Madrid. Villajoyosa ligger 39 meter över havet och antalet invånare är 33 797.
Terrängen runt Villajoyosa är kuperad åt nordväst, men söderut är den platt. Havet är nära Villajoyosa åt sydost. Närmaste större samhälle är Benidorm, 9,5 km öster om Villajoyosa. 